# Greatest the Hits 2011-2011
Greatest the Hits 2011-2011 (グレイテスト・ザ・ヒッツ 2011〜2011?, Gureitesuto Za Hittsu 2011-2011) è un singolo del gruppo musicale giapponese Maximum the Hormone, pubblicato il 23 marzo 2011 come secondo estratto dal quinto album in studio Yoshu Fukushu.

## Descrizione
Il titolo del singolo è un gioco di parole del gruppo, come affermato dal gruppo stesso:
Il singolo ha raggiunto la prima posizione nella classifica Oricon per due settimane consecutive vendendo più di 81.000 dischi nella prima settimana. Per i Maximum the Hormone è stato un record, battendo il precedente singolo Tsume Tsume Tsume/"F" (che ha venduto circa 62.000 copie nella prima settimana). Infine è stato certificato disco d'oro dalla RIAJ.

## Tracce
Testi e musiche di Maximum the Ryo.
1. Utsukushikihitobitonouta (鬱くしき人々のうた Song of Depressed People Comb Ki) – 4:39
2. Maximum the Hormone – 4:55
3. My Girl – 4:51

## Formazione
- Daisuke-han – voce
- Maximum the Ryo-kun – voce, chitarra
- Ue-chan – basso, cori
- Nawo – batteria, voce